# Bartramia inconspicua
Bartramia inconspicua är en bladmossart som beskrevs av Mitten 1876. Bartramia inconspicua ingår i släktet äppelmossor, och familjen Bartramiaceae. Inga underarter finns listade i Catalogue of Life.